# Manuel da Câmara
Se procura o contista homónimo, veja Manuel da Câmara Velho Melo Cabral.
Manuel da Câmara (1504 — Lisboa, 13 de março de 1578), membro da família Gonçalves da Câmara, era filho de D. Filipa Coutinho e de Rui Gonçalves da Câmara, tendo-lhe sucedido como 6.º capitão do donatário da ilha de São Miguel (sendo o quarto da família a exercer o cargo).

## Biografia
Após a morte do seu irmão mais velho, recaiu em Manuel da Câmara a sucessão aparente à frente da capitania, bem como o encargo de casar com D. Joana de Melo, filha de Jorge de Melo, Monteiro-mor do reino, que auxiliara seu pai a retornar ao governo da capitania. Como não lhe agradasse a ideia, aproveitou um galeão, que estava preparado para o levar a Lisboa, para fugir para a Madeira e, dali, para o Norte de África. O pai mandou-o buscar, mas só por intimação do rei foi obrigado a comparecer na corte, em Lisboa, e aí obrigado a casar.
Ao receber notícia da morte do pai, parte para São Miguel (1535), deixando a esposa na corte. Permanece na ilha até 1540, quando regressa a Lisboa. En fins desse mesmo ano o rei manda-o para Santa Cruz do Cabo de Gué, que se encontrava cercada pelos mouros, onde chega em Dezembro. Ali distingue-se em combate, sendo feito prisioneiro.
Após dois anos de cativeiro, pagou o seu próprio resgate, regressando a Lisboa e sendo compensado com o aumento dos seus privilégios na capitania. Permaneceu na corte até 1552, ano em que, face à ameaça constante dos corsários franceses, as Câmaras da ilha exigem a presença do capitão.
Por ordem do rei, partiu para São Miguel, onde permaneceu até 1554, procedendo a trabalhos de fortificação, como por exemplo os do Forte de São Brás de Ponta Delgada).
Na sequência das erupções vulcânicas de 1563, volta a São Miguel em 1565, ali permanecendo até 1573. Ao regressar, deixa no governo da capitania o seu filho Rui Gonçalves da Câmara, o qual pouco depois também parte para Lisboa com o fim de acompanhar o rei D. Sebastião na sua fatídica expedição a África, onde não chega a participar. Permanecendo o capitão em Lisboa, o filho é obrigado, novamente por ordem real, a regressar a São Miguel em 1576.
Manuel da Câmara falece em Lisboa a 13 de Março de 1578; o seu corpo foi trasladado para Ponta Delgada, tendo aí sido-lhe prestadas exéquias quase reais.